# إدوارد بوكانان
إدوارد بوكانان (بالإنجليزية: Edward Buchanan)‏ هو محامي وسياسي أمريكي، ولد في 19 أكتوبر 1967 في فورت لودرديل في الولايات المتحدة. حزبياً، نشط في الحزب الجمهوري. وقد انتخب عضو مجلس نواب وايومنغ.